# Urogramma lucrum
Urogramma lucrum är en stekelart som beskrevs av Girault 1920. Urogramma lucrum ingår i släktet Urogramma och familjen hårstrimsteklar. Inga underarter finns listade i Catalogue of Life.